# Wanlessia sedgwicki
Espèce
Wanlessia sedgwicki est une espèce d'araignées aranéomorphes de la famille des Salticidae.

## Distribution
Cette espèce est endémique du Sarawak en Malaisie,.

## Description
Le mâle holotype mesure 3,20 mm.

## Étymologie
Cette espèce est nommée en l'honneur de Walter C. Sedgwick.

## Publication originale
- Wijesinghe, 1992 : A new genus of jumping spider from Borneo with notes on the spartaeine palp (Araneae: Salticidae). The Raffles Bulletin of Zoology, vol. 40, no 1, p. 9-19 (texte intégral).